# Регульований капіталізм
Регульований (регулятивний, регуляторний) капіталізм (англ. Regulatory capitalism) припускає, що функціонування та розвиток міжнародної політичної економії все більше залежить від адміністративних правил поза законодавчими органами та судами. Іншими словами, це говорить нам про те, що капіталізм є регульованою інституцією, яка створюється, формується, обмежується та розширюється як історичне переплетення регулятивних інституцій, стратегій і функцій. 
Хоча це строкате полотно має широкий діапазон варіацій залежно від регіону, нації, режиму, сектору, проблем та галузей, загальна тенденція, незважаючи на процес лібералізації та поза ним, полягає у зростанні, а не зменшенні ролі регулювання у формуванні політики та політичного курсу. Регульований капіталізм стверджує, що капіталістична система була побудована, культивується і контролюється за допомогою регулювання, і що попит на регулювання насправді породжується капіталізмом.
Дерегуляція може відображати тенденції в деяких галузях (зокрема, фінансах), але більша регуляція — це загальна тенденція, що характеризує як сучасний, так і постмодерний капіталізм. Регулювання, яке стосується створення правил і їх виконання, у цій інтерпретації є інструментом організацій — державних, ділових, цивільних і гібридних, і застосовується на всіх політичних аренах і рівнях.
Концепція регульованого капіталізму служить альтернативою таким концепціям, як фінансовий капіталізм, капіталізм добробуту, капіталізм казино, капіталізм розвитку, капіталізм ризику, державний капіталізм і клановий капіталізм, намагаючись пролити більше світла на капіталізм як поліморфний порядок. Він ґрунтується на та розширює спостереження щодо становлення певної форми держави – регулятивної держави – та соціального управління через створення правил, моніторинг правил та їх виконання. 

## Походження регульованого капіталізму
Шукаючи витоки регульованого капіталізму, слід спочатку дослідити розвиток капіталізму як порядку економічного розподілу. Зрілість капіталізму в цьому сенсі була досягнута протягом дев'ятнадцятого століття. Основними факторами, що сприяли його поширенню, були британська гегемонія у ХІХ столітті, соціальні та економічні наслідки промислової революції, а також глобальне відлуння Французької революції. Крім того, криза міжвоєнного періоду, а також процес розширення демократичних прав уможливили перехід до посилення ролі держави, яка в багатьох сферах перебрала на себе дві основні функції управління, що раніше належали бізнесу, — steering (керівництво, мислення, спрямування, керівництво) та rowing (підприємництво, надання послуг). У регульованому капіталізмі роль керманича виконує держава, а функції надання послуг та технологічних інновацій — бізнес.
У 1990-х роках стало більш очевидним, що в той час, як держава намагалася позбутися управління, вона почала регулювати все більше і більше. Водночас витрати держави на регулювання різко зросли, що спонукало аналітиків говорити про державу як про регуляторну державу. Більше того, багато недержавних суб'єктів, особливо виконавчі органи за межами держави, почали більше регулювати інші організації. З'явився термін «регуляторне суспільство». Деякі дослідники звернули увагу на те, що ринки стали більш динамічними одночасно з посиленням регулювання ринків. Це призвело до створення терміну «регульований (регуляторний) капіталізм», який пов'язав терміни «регуляторна держава» і «регуляторне суспільство» з одночасним швидким розвитком капіталістичної системи.
Однією з перших книг, в якій була зроблена спроба зафіксувати, як регульований капіталізм глобалізувався за допомогою різноманітних механізмів, таких як моделювання, була книга «Глобальне регулювання бізнесу» Брейтуейта і Драхоса, опублікована в 2000 році.